# Abaria richika
Abaria richika är en nattsländeart som beskrevs av Schmid 1982. Abaria richika ingår i släktet Abaria och familjen Xiphocentronidae. Inga underarter finns listade i Catalogue of Life.